# سد گرند اینگا
سد گرند اینگا (به لاتین: Grand Inga Dam) یک سد و نیروگاه برقابی در جمهوری دموکراتیک کنگو است.